# ديميتري نازاروف
ديميتري نازاروف (4 أبريل 1990 كازاخستان - ) هو لاعب كرة قدم ألماني، يلعب كمهاجم.

## مسيرته الكروية
لعب ديميتري نازاروف خلال مسيرته الاحترافية مع 5 أندية في أحد عشر موسمًا وسجل خلالها 55 هدفًا ضمن 288 مباراة. ولم يفز بأي موسم بالكأس أو بالدوري.
خاض ديميتري نازاروف مسيرته مع 1. FC Kaiserslautern II ‏ في موسم 2009–10 لمدة موسم واحد، مشاركًا في 22 مباراة سجل خلالها هدفين. ثم انتقل إلى Eintracht Frankfurt II ‏ في موسم 2010–11 ولمدة موسمين، حيث شارك في 39 مباراة سجل خلالها 11 هدفًا. لينتقل بعدها إلى نادي بروسيا مونستر في موسم 2012–13 لمدة موسم واحد، مشاركًا في 36 مباراة سجل خلالها 6 أهداف. ثم انتقل إلى نادي كارلسروه في موسم 2013–14 واستمر معه طيلة ثلاثة مواسم، مشاركًا في 77 مباراة سجل خلالها 10 أهداف. هذا وانتقل لاحقًا إلى نادي إرتسغيبيرغه آوه في موسم 2016–17 ليلعب معه أربعة مواسم، مشاركًا في 114 مباراة سجل خلالها 26 هدفًا.

## روابط خارجية
- ديميتري نازاروف على موقع الاتحاد الأوربي (الإنجليزية)
- ديميتري نازاروف على موقع قاعدة بيانات كرة القدم.إي يو (الإنجليزية)
- ديميتري نازاروف على موقع بيانات كرة القدم. دي إي (الألمانية)
- ديميتري نازاروف على موقع ناشيونال فوتبول تيمز (الإنجليزية)
- ديميتري نازاروف على موقع Soccerway.com (الإنجليزية)
- ديميتري نازاروف على موقع عالم كرة القدم.نت (الإنجليزية)